# Савин, Иван Анатольевич
Иван Анатольевич Савин (род. 4 января 1981, Челябинск) — российский хоккеист, защитник. Воспитанник челябинского «Мечела». Генеральный директор «Трактора».

## Карьера
Начал профессиональную карьеру в 1998 году в составе родного челябинского «Мечела». В 2001 году был арендован другим клубом из Челябинска — «Трактором», выступавшим в то время в Высшей лиге, куда окончательно перешёл спустя год. В составе «Трактора» выступал на протяжении 4,5 сезонов, набрав за это время 47 (13+34) очков в 241 проведённых матчах, в 2006 году выйдя вместе с командой в Суперлигу.
Тем не менее, перед началом сезона 2006/07 покинул Челябинск и подписал контракт с подмосковным ХК МВД. Год спустя стал игроком магнитогорского «Металлурга», в составе которого в сезоне 2007/08 впервые в карьере стал бронзовым призёром российского первенства, а также обладателем Кубка европейских чемпионов. Осенью 2008 года заключил соглашение с московским «Спартаком», однако из-за проблем с коленом провёл лишь 7 игр, после чего ему пришлось пропустить как остаток сезона 2008/09, так и весь следующий год.
1 июля 2010 года принял решение вернуться в «Трактор», но, проведя лишь 5 матчей, был выставлен руководством клуба на драфт отказов, после чего сыграл ещё 8 игр в составе родного «Мечела» в ВХЛ. Перед началом сезона 2011/12 подписал контракт с нижнекамским «Нефтехимиком», однако, проведя в составе только 20 матчей, 8 декабря 2011 года был обменян в екатеринбургский «Автомобилист» на право выбора на драфте-2014.
Младший брат Алексей (1986—2007) также был хоккеистом.

## Достижения
- Бронзовый призёр чемпионата России 2008.
- Обладатель Кубка европейских чемпионов 2008.

## Статистика выступлений
Последнее обновление: 6 января 2014 года
|                 |                 |                 | Регулярный сезон | Регулярный сезон | Регулярный сезон | Регулярный сезон | Регулярный сезон | Регулярный сезон | Плей-офф | Плей-офф | Плей-офф | Плей-офф | Плей-офф | Плей-офф |
| Сезон           | Команда         | Лига            | Игр              | Г                | П                | Очк              | +/-              | Штр              | Игр      | Г        | П        | Очк      | +/-      | Штр      |
| --------------- | --------------- | --------------- | ---------------- | ---------------- | ---------------- | ---------------- | ---------------- | ---------------- | -------- | -------- | -------- | -------- | -------- | -------- |
| 1998/99         | Мечел           | Суперлига       | 7                | 0                | 0                | 0                | -2               | 4                | 1        | 0        | 0        | 0        | --       | 4        |
| 1999/00         | Мечел           | Суперлига       | 25               | 0                | 0                | 0                | --               | 44               | 3        | 0        | 0        | 0        | --       | 2        |
| 2000/01         | Мечел           | Суперлига       | 4                | 0                | 0                | 0                | --               | 4                | —        | —        | —        | —        | —        | —        |
| 2000/01         | Трактор         | Высшая лига     | 23               | 2                | 2                | 4                | --               | 36               | —        | —        | —        | —        | —        | —        |
| 2001/02         | Мечел           | Суперлига       | 9                | 0                | 0                | 0                | -7               | 12               | —        | —        | —        | —        | —        | —        |
| 2001/02         | Трактор         | Высшая лига     | 25               | 0                | 2                | 2                | -3               | 40               | —        | —        | —        | —        | —        | —        |
| 2002/03         | Трактор         | Высшая лига     | 46               | 0                | 6                | 6                | +6               | 48               | —        | —        | —        | —        | —        | —        |
| 2003/04         | Трактор         | Высшая лига     | 47               | 2                | 4                | 6                | +7               | 48               | 15       | 1        | 1        | 2        | +1       | 20       |
| 2004/05         | Трактор         | Высшая лига     | 47               | 2                | 11               | 13               | +16              | 59               | 4        | 0        | 0        | 0        | --       | 2        |
| 2005/06         | Трактор         | Высшая лига     | 47               | 3                | 10               | 13               | +18              | 69               | 10       | 2        | 3        | 5        | +5       | 24       |
| 2006/07         | ХК МВД-2        | Первая лига     | 5                | 3                | 3                | 6                | --               | 4                | —        | —        | —        | —        | —        | —        |
| 2006/07         | ХК МВД          | Суперлига       | 37               | 4                | 10               | 14               | -3               | 34               | 2        | 0        | 1        | 1        | -2       | 4        |
| 2007/08         | Металлург Мг-2  | Первая лига     | 1                | 0                | 1                | 1                | --               | 0                | —        | —        | —        | —        | —        | —        |
| 2007/08         | Металлург Мг    | Суперлига       | 34               | 0                | 5                | 5                | +3               | 14               | 5        | 0        | 0        | 0        | --       | 6        |
| 2008            | Металлург Мг    | КЕЧ             | 3                | 0                | 0                | 0                | --               | 0                | —        | —        | —        | —        | —        | —        |
| 2008/09         | Спартак         | КХЛ             | 7                | 0                | 1                | 1                | -2               | 39               | —        | —        | —        | —        | —        | —        |
| 2010/11         | Трактор         | КХЛ             | 5                | 0                | 0                | 0                | -1               | 4                | —        | —        | —        | —        | —        | —        |
| 2010/11         | Мечел           | ВХЛ             | 8                | 0                | 1                | 1                | -1               | 8                | —        | —        | —        | —        | —        | —        |
| 2011/12         | Нефтехимик      | КХЛ             | 20               | 1                | 5                | 6                | --               | 22               | —        | —        | —        | —        | —        | —        |
| 2011/12         | Автомобилист    | КХЛ             | 3                | 0                | 0                | 0                | -1               | 4                | —        | —        | —        | —        | —        | —        |
| 2012/13         | Рубин           | ВХЛ             | 26               | 4                | 3                | 7                | 10               | 14               | —        | —        | —        | —        | —        | —        |
| Всего в КХЛ     | Всего в КХЛ     | Всего в КХЛ     | 35               | 1                | 6                | 7                | -4               | 69               | —        | —        | —        | —        | —        | —        |
| Всего в карьере | Всего в карьере | Всего в карьере | 400              | 17               | 61               | 78               | +31              | 489              | 40       | 3        | 5        | 8        | +4       | 62       |